# Eberhard Charisius
Eberhard Charisius (* 2. Oktober 1916 in Wiesbaden; † 29. März 1980) war ein deutscher Oberst der Nationalen Volksarmee (NVA) der DDR und Polizist. Er war Kommandeur bei der Volkspolizei (VP) und Stabschef der Grenzpolizei in der DDR.

## Leben
Charisius, Sohn eines Regierungsdirektors trat noch als Schüler eines Gymnasiums in Düsseldorf zum 1. Januar 1935 in die NSDAP ein (Mitgliedsnummer 3.597.965) und war bis 1935 als Sanitäter Mitglied der SS. 1937 schloss er die Offizierschule in Dresden im Rang eines Oberleutnants ab und ging 1938 als Funker an die Kampffliegerschule in Faßberg. 1940 wechselte er an die Flugzeugführerschule in Zeltweg. Bis 1941 flog er mehrere Kampfeinsätze im Zweiten Weltkrieg. Als Offizier des Kampfgeschwaders 55 wurde er in Polen, Frankreich und England eingesetzt.
Nach einer Notlandung geriet Charisius am 22. Juni 1941, dem ersten Tag des Krieges gegen die Sowjetunion, in sowjetische Kriegsgefangenschaft, aus der er 1945 entlassen wurde. 1942 war er Kursant an der Zentralen Antifa-Schule in Oranki und gehörte 1942/43 zur Gruppe Ulbricht, die rund um den Kessel von Stalingrad versucht hatte, die deutschen Truppen zur Kapitulation zu bewegen. 1943 wurde Charisius Mitbegründer des Nationalkomitees Freies Deutschland (NKFD) und agitierte an der Südwestfront der Roten Armee unter deutschen Kriegsgefangenen. Als Frontbevollmächtigter des NKFD in den Reihen der Roten Armee nahm er im Oktober 1944 an der Befreiung Belgrads teil und gelangte bis nach Wien. Wegen seines antifaschistischen Engagements wurde Charisius in Deutschland in Abwesenheit zum Tode verurteilt.
Nach dem Ende des Zweiten Weltkrieges 1945 kehrte Charisius nach Deutschland zurück und wurde Polizeidirektor in Gera. 1946 wurde er Abteilungsleiter und 1948 Stabschef der Hauptabteilung Grenzpolizei bei der Deutschen Verwaltung des Innern, dem Vorläufer des Ministeriums des Innern der DDR. 1949 war Charisius Kommandeur der Hauptverwaltung Ausbildung der Kasernierten Volkspolizei (KVP). 1949/50 absolvierte er eine Panzerausbildung in der Sowjetunion und wurde danach stellvertretender Kommandeur für Ausbildung an der Panzer-Offizierschule der KVP, was er bis 1953 blieb. Von 1954 bis 1956 war Charisius stellvertretender Kommandeur der II. mechanischen Bereitschaft der KVP Dresden und dann bis 1959 Mitarbeiter im Wehrbezirkskommando der NVA und wurde zum Oberst befördert.
Von 1959 bis 1961 studierte Charisius am Pädagogischen Institut der Universität Dresden Russisch und Geschichte und erreichte den Abschluss als Diplom-Militärhistoriker. Von 1961 bis 1967 war er Lehrer für Staatsbürgerkunde und Politische Ökonomie an einer Berufsschule in Dresden.

## Auszeichnungen
- Medaille für Kämpfer gegen den Faschismus 1933 bis 1945[6]
- 1965 Vaterländischer Verdienstorden in Gold (DDR)
- 1970 Orden des Vaterländischen Krieges 2. Grades (Sowjetunion)